# Kij Johnson
Kij Johnson, nata Katherine Irenae Johnson (Harlan, 20 gennaio 1960), è una scrittrice statunitense, specializzata nei generi fantasy e fantascientifico, vincitrice di importanti premi letterari.

## Opere

### Romanzi
- (EN) The Fox Woman, 2000.
- (EN) Fudoki, 2003.
- Il ponte sulle nebbie [The Man Who Bridged the Mist], Delos Digital, 2020  [2012]. Premio Hugo per il miglior romanzo breve

### Racconti
- (EN) Fox Magic, 1993. Premio Theodore Sturgeon Memorial
- Battibecco, 2009. Premio Nebula per il miglior racconto breve
- (EN) Ponies, 2010. Premio Nebula per il miglior racconto breve